# Agusan del Sur

Prowincja Agusan del Sur na mapie Filipin

Agusan del Sur – prowincja na Filipinach, położona we wschodniej części wyspy Mindanao.
Od południa graniczy z prowincjami Davao del Norte, Compostela Valley i Davao Oriental, od zachodu z prowincjami Bukidnon i Misamis Orienta, od północy z prowincją Agusan del Norte, od wschodu z prowincją Surigao del Sur. Powierzchnia: 9989,52 km². Liczba ludności: 700 653 mieszkańców (2015). Gęstość zaludnienia wynosi 70 mieszk./km². Stolicą prowincji jest Prosperidad.